# 桜井一久
桜井 一久（櫻井、さくらい いっきゅう、1858年5月20日（安政5年4月8日）- 1910年（明治43年）6月18日）は、明治期の裁判官、弁護士、政治家。衆議院議員。

## 経歴
加賀国石川郡金沢本多町（石川県石川郡金沢本多町、金沢区を経て現金沢市本多町）で、加賀藩士の家に生まれた。金沢変則学校で普通学を修め、さらに金沢専門学校で学んだ。1876年（明治9年）上京して司法省法学校生徒となり、1885年（明治17年）7月に卒業した。
司法省御用掛に任官し民法局詰員となる。1885年（明治18年）12月、神戸始審裁判所（現神戸地方裁判所）詰に転じ、1886年（明治19年）6月、同判事となる。1890年（明治23年）6月、松江始審裁判所（現松江地方裁判所）判事に発令されたが赴任せず退官した。同年9月、代言人免許を受けて神戸市で開業。1893年（明治26年）弁護士法の施行により弁護士となり、その人柄と献身的な活動で市民の人望を集めた。
1908年（明治41年）5月、第10回衆議院議員総選挙（兵庫県神戸市、無所属）で当選。桜井本人は「無運動」を主張して選挙期間中は金沢市の友人のため応援演説に向かい神戸市を不在にしていたが、熱狂的な神戸市民の応援で当選した。又新会に入り、その後、立憲国民党に所属して衆議院議員に1期在任。1910年、神戸市会議員にも当選したが、議員在任中の同年6月に脳溢血により死去した。